# Venusia szechuanensis
Venusia szechuanensis är en fjärilsart som beskrevs av Eugen Wehrli 1931. Venusia szechuanensis ingår i släktet Venusia och familjen mätare. Inga underarter finns listade i Catalogue of Life.